# Pangasius (Gattung)
Die Gattung Pangasius aus der Familie der Haiwelse umfasst 22 rezente Arten sowie eine fossil bekannte Art. Die Arten kommen in Südostasien von Indien bis China und Indonesien vor und besiedeln verschiedene Flüsse. Nur P. pangasius und  P. krempfi finden sich auch im Brackwasser. Die meisten Arten sind Allesfresser mit verschieden starker Spezialisierung auf verschiedene Ernährungsweisen. Insbesondere im Mekong-Gebiet spielen die Pangasius-Arten eine große Rolle in der kommerziellen Fischerei. Eine Reihe von Arten werden auch in Aquakultur gezüchtet. Der im deutschen Sprachraum hauptsächlich als „Pangasius“ bekannte Speisefisch wird heute allerdings der Gattung Pangasianodon zugerechnet.

## Merkmale und Systematik
Die Pangasius-Arten zeigen den typischen Körperbau der Haiwelse mit schuppenlosem, langgestreckten Körper, kurzer Rückenflosse mit einem stachelartig ausgeprägten Hartstrahl und langer Afterflosse. Die Größe der Arten reicht von 20 bis 300 cm Körperlänge. Der Körper ist auf der Rückenseite meist dunkelgrau bis fast schwarz, oft mit metallischem Schimmer oder himmelblau, blaugrau oder blaugrün gefärbt, der Bauch ist meist weißlich, die Flossen sind häufig dunkel. Die meisten Arten weisen keine Zeichnungen auf. Wichtige Merkmale zur Unterscheidung der Arten sind die Form des Kopfes, die Länge der Barteln, die Form der Bezahnung des Gaumendachs an Gaumenbein und Pflugscharbein, die Form der Schwimmblase, die Zahl der Strahlen am ersten Bogen der Kiemenreuse, die Zahl der Weichstrahlen der Afterflosse sowie eventuell vorhandene Fortsätze oder vergrößerte Drüsen am Humerus.
Von der Gattung Helicophagus unterscheiden sich die Pangasius-Arten durch deutlich breitere Schädel und Mäuler sowie die Bezahnung. Von den Gattungen Pangasianodon und Pseudolais können sie durch Ausschluss der diese Gattungen kennzeichnenden Merkmale unterschieden werden. Sie zeigen damit weder die Kombination (1) fehlende Barteln am Unterkiefer und Zähne im Erwachsenenstadium, sowie eine einlappige Schwimmblase (Pangasianodon, mit P. hypophthalmus und P. gigas) noch (2) eine vierlappige Schwimmblase mit segmentiertem vierten Lappen (Pseudolais mit P.micronemus und P.pleurotaenia).
In manchen Arbeiten werden Pangasianodon und Pseudolais als Untergattungen der Gattung Pangasius geführt, molekularbiologische Untersuchungen unterstützen allerdings die Aufteilung.

## Arten
Rezente Arten:
- Pangasius bocourti Sauvage, 1880 – bis 120 cm, Mekong und Mae Nam Chao Phraya (Chao-Phraya-Fluss)
- Pangasius conchophilus Roberts & Vidthayanon, 1991 – bis 120 cm, Mekong, Bangpakong und Chao Phraya
- Pangasius djambal Bleeker, 1846 – bis 90 cm, Mekong, Malaysia, Indonesien
- Pangasius elongatus Pouyaud, Gustiano & Teugels, 2002 – bis 60 cm, Mekong, Bangpakong und Chao Phraya
- Pangasius humeralis Roberts, 1989 bis 40 cm, Kapuas-Fluss (Borneo)
- Pangasius kinabatanganensis Roberts & Vidthayanon, 1991 – bis 24 cm, Einzugsgebiet des Kinabatangan (Borneo)
- Pangasius krempfi Fang & Chaux, 1949 – bis 120 cm, Mekong und Küstengewässer Südostasiens
- Pangasius kunyit Pouyaud, Teugels & Legendre, 1999 – bis 70 cm, Sumatra, Borneo, Mekongdelta
- Pangasius larnaudii Bocourt, 1866 – bis 130 cm, Mekong und Chao Phraya
- Pangasius lithostoma Roberts, 1989 – bis 25 cm, Kapuas-Fluss (Borneo)
- Pangasius macronema Bleeker, 1851 – bis 20 cm, Mekong, Chao Phraya, Java und Borneo
- Pangasius mahakamensis Pouyaud, Gustiano & Teugels, 2002 – bis 18 cm, Borneo
- Pangasius mekongensis Gustiano, Teugels & Pouyaud, 2003 – Mekong
- Pangasius myanmar Roberts & Vidthayanon, 1991 – bis 23 cm, Rangoon-Fluss (Myanmar)
- Pangasius nasutus (Bleeker, 1863) – bis 90 cm
- Pangasius nieuwenhuisii (Popta, 1904) – bis 60 cm, Mahakam-Fluss (Borneo)
- Pangasius pangasius (Hamilton, 1822) – bis 300 cm, Indien bis Myanmar (Typusart als Synonym P. buchanani)
- Pangasius polyuranodon Bleeker, 1852 – bis 80 cm, Sumatra und Borneo
- Pangasius rheophilus Pouyaud & Teugels, 2000 – bis 78 cm, Indonesien
- Pangasius sabahensis Gustiano, Teugels & Pouyaud, 2003 – Nordborneo
- Pangasius sanitwongsei Smith, 1931 – bis 300 cm, Mekong und Chao Phraya
- Pangasius silasi Dwivedi et al., 2017, Krishna-Fluss im Süden von Indien[5]

Fossile Art:
- Pangasius indicus (Marck, 1876)